# Anna J. Cooper
Anna J. Cooper, geboren als Anna Julia Haywood (Raleigh (North Carolina), 10 augustus 1858 - Washington D.C., 27 februari 1964) was een Amerikaanse schrijfster.

## Biografie

Anna Julia Cooper
(ca. 1902), C. M. Bell

Haywood werd als afro-amerikaanse geboren in slavernij in 1858. Dankzij een beurs kon Haywood gaan studeren. Ze studeerde af als leerkracht. In 1892 schreef ze haar eerste boek A Voice from the South: By a Black Woman from the South (Nederlandse vertaling door Timon Meynen: Een stem uit het Zuiden, Leusden, ISVW Uitgevers, 2021). Het boek wordt gezien als een van de eerste boeken die opkomt voor de rechten van zwarte feministen.
Naast schrijven gaf ze ook publieke lezingen. In 1924 behaalde ze haar graad van Doctor of Philosophy aan de Sorbonne in Parijs. Ze was de vierde zwarte Amerikaanse die deze graad behaalde. 
Haywood was van 1877 tot 1879 gehuwd met George A.C. Cooper, wiens achternaam ze aannam. Ze overleed in 1964 op 105-jarige leeftijd.